# کاتزنبوکل
کاتزنبوکل (به آلمانی: Katzenbuckel) یک منطقهٔ مسکونی در آلمان است که در والدبرون (بادن-وورتمبرگ) واقع شده‌است. کاتزنبوکل ۶۲۶ متر بالاتر از سطح دریا واقع شده‌است.